# Psapharochrus pinima
Psapharochrus pinima är en skalbaggsart som beskrevs av Maria Helena M. Galileo och Martins 2006. Psapharochrus pinima ingår i släktet Psapharochrus och familjen långhorningar. Inga underarter finns listade i Catalogue of Life.